# Visokogorje
Visokogórje je gorski svet nad 1500 metrov nadmorske višine oziroma nad zgornjo gozdno mejo. Visokogorja so skalnata, slabo poraščena. 
Evropska visokogorja so na primer Alpe, Apenini, Pireneji ...